# أليكساندرو باربو
أليكساندرو باربو (بالرومانية: Alexandru Barbu)‏ هو متزحلق جبال الألب روماني، ولد في 8 مارس 1987 في سيبيو في رومانيا.

## وصلات خارجية
- أليكساندرو باربو على موقع الاتحاد الدولي للتزلج (التزلج على المنحدرات الثلجية) (الإنجليزية)
- أليكساندرو باربو على موقع أوليمبيديا (الإنجليزية)